# Viktor Ivanov
Pour les articles homonymes, voir Ivanov.
Cet article concerne un homme politique. Pour le rameur d'aviron, voir Viktor Ivanov (aviron).
Viktor Petrovitch Ivanov (en russe : Виктор Петрович Иванов, né en 1950) est un homme politique russe. Il a le grade civil de conseiller d'État effectif de la fédération de Russie de 1re classe.

## Biographie
Depuis le 15 mai 2008, il est le directeur du service fédéral de contrôle des narcotiques et président du comité anti-narcotique de l'État.
Il a été mis fin à ses fonctions le 5 avril 2016 à la suite d'une réorganisation du ministère de l'Intérieur. Le 7 mai 2016 il est exclu du Conseil de sécurité de la fédération de Russie.